# Who Killed JFK
Who Killed JFK – pierwszy mixtape polskiego rapera Taco Hemingwaya. Wydawnictwo ukazało się 30 sierpnia 2011 roku nakładem własnym.
Wszystkie utwory na płycie zostały nagrane w języku angielskim. Jest dostępny tylko w serwisie YouTube na kanale rapera fvkilledjfk. Większość podkładów muzycznych zostało zaczerpniętych od producenta i rapera MF Dooma, materiał był nagrywany w piwnicy kolegi.

## Lista utworów
Opracowano na podstawie materiału źródłowego.
| Nr  | Tytuł utworu              | Tekst            | Producent        | Długość |
| --- | ------------------------- | ---------------- | ---------------- | ------- |
| 1.  | „Nevermore”               | Filip Szcześniak | GH               | 2:33    |
| 2.  | „Twenty Two”              | Filip Szcześniak | TenCentPistol    | 2:06    |
| 3.  | „Bonfire (Remix)”         | Filip Szcześniak | Childish Gambino | 3:17    |
| 4.  | „Twists”                  | Filip Szcześniak | MF Doom          | 2:46    |
| 5.  | „Such a Pretty Child”     | Filip Szcześniak | MF Doom          | 3:33    |
| 6.  | „Stormtrooper with Horns” | Filip Szcześniak | MF Doom          | 4:04    |
| 7.  | „Redwinebeer”             | Filip Szcześniak | MF Doom          | 3:39    |
| 8.  | „Not Like Hov”            | Filip Szcześniak | MF Doom          | 3:26    |
| 9.  | „Larry David Flow”        | Filip Szcześniak | MF Doom          | 3:21    |
| 10. | „Krusty's Children”       | Filip Szcześniak | MF Doom          | 2:30    |
| 11. | „Gods, Mammals, Birds”    | Filip Szcześniak | MF Doom          | 2:33    |
| 12. | „Fake Tits/Ghosts”        | Filip Szcześniak | MF Doom          | 2:33    |
| 13. | „Brilliant”               | Filip Szcześniak | MF Doom          | 2:34    |
| 14. | „Booze To Glug”           | Filip Szcześniak | MF Doom          | 3:46    |
| 15. | „Odd Mammal”              | Filip Szcześniak | MF Doom          | 1:50    |
| 16. | „Off/On”                  | Filip Szcześniak | MF Doom          | 2:44    |
|     |                           |                  |                  | 47:15   |

## Twórcy
Za powstanie albumu odpowiedzialne są następujące osoby:
- Filip Szcześniak – słowa, rap, śpiew